# Kurt Andersson
Kurt Andersson (Gällivare, 24 aprile 1939) è un ex calciatore ed ex hockeista su ghiaccio svedese, di ruolo centrocampista e rispettivamente centro.

## Carriera

### Calcio

#### Club

Kurt Andersson

Dopo aver giocato da giovane con Spånga IS e Bällsta IK, nel 1957 passa all'AIK, squadra di Solna, città situata presso Stoccolma. Non otterrà trofei di rilievo, ma otterrà molta esperienza giocando 70 incontri di Allsvenskan e realizzando 31 marcature. Nel 1961 viene acquistato dall'Udinese, in Italia. Trova un posto da titolare ma riesce a giocare solo 11 incontri segnando una rete. In questa stagione i friulani retrocederanno dalla massima serie alla Serie B. Andersson trova molto spazio sia nella stagione 62-63 che nella successiva dove raggiunge un bottino totale di 70 partite di Serie B e 13 reti. Nel 1964 arriva al Varese che milita in Serie A: anche nella squadra lombarda lo svedese si ritaglia uno spazio a centrocampo e riesce a giocare con continuità fino al 1966. Nel 1968 viene ripreso dalla compagine che lo aveva lanciato nel professionismo, l'AIK. Dopo aver trascorso due stagioni, segnando 14 reti in 58 partite, si trasferisce all'Ekerö IK. In dodici anni giocherà in patria per IK Bele, Bromstens IK, FC Kedjan, Söderhöjden/Vasa e ancora Ekerö IK.

#### Nazionale
Tra il 1966 e il 1967 verrà chiamato più volte dalla nazionale svedese con la quale disputerà 22 incontri internazionali senza però andare in rete.

### Hockey su ghiaccio
Andersson ha giocato, come molti altri svedesi parallelamente alla sua carriera calcistica anche a hockey su ghiaccio. Quando si trasferì al AIK, nel 1957, entrò infatti anche nella squadra di hockey del club. Continuando fino al 1961, anno nel quale si trasferì in Italia per cui dovette concludere la sua carriera di hockey. Tra il 1957 e il 1961 fu chiamato cinque volte a indossare la divisa della nazionale svedese.

#### Statistiche

##### Club
|           |         |            | Regular Season | Regular Season | Regular Season | Regular Season | Regular Season | Playoff | Playoff | Playoff | Playoff | Playoff |
| Stagione  | Squadra | Lega       | P              | G              | A              | Pt.            | PIM            | P       | G       | A       | Pt.     | PIM     |
| --------- | ------- | ---------- | -------------- | -------------- | -------------- | -------------- | -------------- | ------- | ------- | ------- | ------- | ------- |
| 1958-1959 | AIK     | Division 1 |                |                |                |                |                |         |         |         |         |         |
| 1959-1960 | AIK     | Division 2 | -              | 25             | -              | -              | -              |         |         |         |         |         |
| 1960-1961 | AIK     | Division 1 | -              | 3              | -              | -              | -              |         |         |         |         |         |

##### Nazionale
| Stagione  | Livello      | Competizione  | P | G | A | Pt. | PIM |
| --------- | ------------ | ------------- | - | - | - | --- | --- |
| 1959-1960 | Sweden (all) | International | 2 | 0 | - | -   | -   |

### Bandy
Andersson è stato un membro della squadra di bandy dell'AIK. Tuttavia, anche se veniva considerato un talento, preferiva l'hockey su ghiaccio.